# Quatuor Yako
Le quatuor Yako est un quatuor à cordes français fondé en 2015 à Lyon.

## Histoire

### Formation
Les membres du quatuor sont tous issus du Conservatoire national supérieur de musique et de danse de Lyon, où l'ensemble travaille avec Yovan Markovitch (violoncelliste du quatuor Danel) et Luc-Marie Aguera (violoniste du quatuor Ysaÿe). 
Ils suivent les conseils de Christoph Poppen et Hariolf Schlichtig du Quatuor Cherubini à la Hochschule für Musik und Theater München et se perfectionnent auprès de Mathieu Herzog .

### Activité musicale
Le quatuor a été résident au sein de ProQuartet de 2016 à 2020, Centre européen de musique de chambre, situé à Paris.
En mars 2016, le Quatuor Yako devient lauréat du Concours européen musiques d'ensemble FNAPEC à Paris et en août 2017 du Concours international Orlando aux Pays-Bas.
Le quatuor participe à de nombreux festivals sur la scène française et européenne comme le Festival d'Aix-en-Provence, le Festival Quatuors à Bordeaux, le Holland Festival, le Festival Musicalta, ou encore le Festival Quartettissimo.
En novembre 2015, ils sont filmés par ARTE Concert à l’occasion du spectacle « Play and Play » avec la compagnie de danse Bill T. Jones/Arnie Zane Dance Company, et participe en mars 2016 au projet « 50 for the Future » mené par le Kronos Quartet .

### Réception
Invité régulier de France Musique, l'ensemble est également entendu sur les ondes allemandes avec la radio BR-Klassik. 
Patrick Szersnovicz, dans le magazine Diapason, salue leur grande maîtrise technique et « leurs visions assez personnelles du lumineux Quatuor de Ravel et du sombre Quatuor op. 80 de Mendelssohn ». Pour Pierre Garvasoni, journaliste du magazine Le Monde, le jeune ensemble est assimilé « à un groupe de rock, tout droit sorti de la Beat Generation ».

## Membres
- Ludovic Thilly (premier violon),
- Pierre Maestra (deuxième violon),
- Ivan Lebrun (alto),
- Alban Lebrun (violoncelle).